# ヴォラーレ・エアラインズ (ウクライナ)
ヴォラーレ・エアラインズ（ロシア語：Авиакомпания ЗАО Авиакомпания Воларе、英語：Volare Airlines）は、ウクライナの貨物航空会社である。
過去においてはチャーター便、定期便の旅客運航も行っていたが、2007年6月28日より、EUから安全対策が不十分であるとして「危ない航空会社」と指定され、欧州連合域内での運航を差し止められている。

## 保有機材

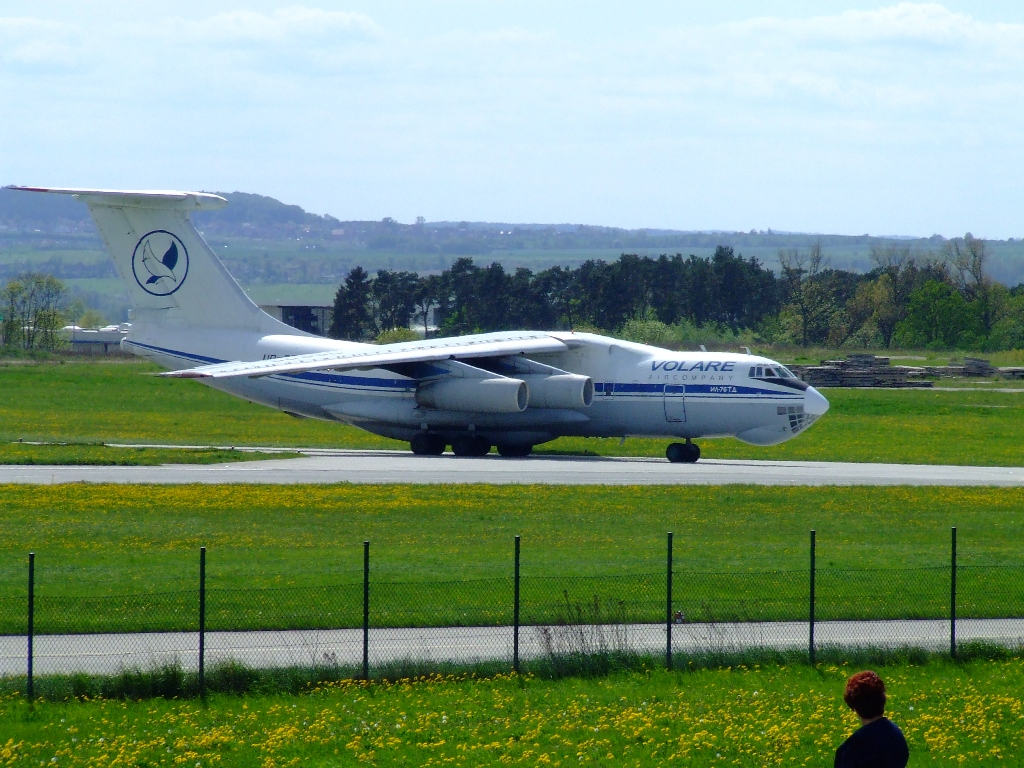
イリューシンIl-76

2006年8月には以下の機材を保有している:
- アントノフ An-12 6機
- イリューシン Il-76MD 2機
- イリューシン Il-76TD 1機

## 註
1. ↑  フライト・インターナショナル、2006年10月9日